# Copa de Kazajistán 2022
La Copa de Kazajistán 2022, conocida como «Olimpbet-Kýbogy 2022» por motivos de patrocinio, fue la trigésima edición del torneo de copa de Kazajistán. El ganador obtuvo un cupo a la segunda ronda previa de la Liga Europa Conferencia de la UEFA 2023-24.

## Formato
16 equipos, 14 de Liga Premier y 2 de Primera División se dividieron en 4 grupos de 4 equipos cada uno. Jugando 6 fechas entre los rivales del grupo a visita recíproca. Al finalizar la fecha 6, los equipos fueron ordenados según los siguientes criterios:
- Puntos
- Enfrentamiento directo
- Diferencia de goles
- Goles a favor
- Juego limpio
- Sorteo

Los dos mejores equipos de cada grupo clasificaron a la fase de eliminación directa.
En la fase de eliminación directa, se enfrentaron los primeros lugares contra los segundos, jugando la serie de cuartos de final a visita recíproca con la vuelta en casa al equipo mejor posicionado; esta fórmula se repitió para las semifinales. La final fue jugada a partido único en una sede neutral.

## Equipos participantes
| Equipo    | Ciudad      | Liga             |
| --------- | ----------- | ---------------- |
| Akjaiyk   | Oral        | Liga Premier     |
| Aksu      | Aksu        | Liga Premier     |
| Aktöbe    | Aktobé      | Liga Premier     |
| Astaná    | Nursultán   | Liga Premier     |
| Atyrau    | Atirau      | Liga Premier     |
| Jetisu    | Taldykorgan | Primera División |
| Kaspiy    | Aktau       | Liga Premier     |
| Maktaaral | Maqtaaral   | Liga Premier     |
| Ordabasy  | Shymkent    | Liga Premier     |
| Kairat    | Alma Atá    | Liga Premier     |
| Kaisar    | Kyzylorda   | Liga Premier     |
| Kyzyl-Jar | Petropavl   | Liga Premier     |
| Shahter   | Karagandá   | Liga Premier     |
| Taraz     | Taraz       | Liga Premier     |
| Tobol     | Kostanái    | Liga Premier     |
| Turan     | Turkestán   | Primera División |

## Fase de grupos
Calendario de partidos.

### Grupo A
| Equipo            | Pts. | PJ | PG | PE | PP | GF | GC | DG |
| ----------------- | ---- | -- | -- | -- | -- | -- | -- | -- |
| Kairat Almaty     | 16   | 6  | 5  | 1  | 0  | 15 | 6  | +9 |
| Ordabasy Shymkent | 9    | 6  | 3  | 0  | 3  | 9  | 8  | +1 |
| Atyrau            | 7    | 6  | 2  | 1  | 3  | 6  | 11 | -5 |
| Aksu              | 2    | 0  | 2  | 4  | 3  | 8  | -5 | 2  |

### Grupo B
| Equipo    | Pts. | PJ | PG | PE | PP | GF | GC | DG |
| --------- | ---- | -- | -- | -- | -- | -- | -- | -- |
| Kaisar    | 13   | 6  | 4  | 1  | 1  | 11 | 7  | +4 |
| Akzhaiyk  | 10   | 6  | 3  | 1  | 2  | 9  | 6  | +3 |
| Kaspiy    | 10   | 6  | 3  | 1  | 2  | 10 | 9  | +1 |
| Kyzyl-Jar | 1    | 6  | 0  | 1  | 5  | 4  | 12 | -8 |

### Grupo C
| Equipo    | Pts. | PJ | PG | PE | PP | GF | GC | DG  |
| --------- | ---- | -- | -- | -- | -- | -- | -- | --- |
| Taraz     | 12   | 6  | 3  | 3  | 0  | 17 | 8  | +9  |
| Maktaaral | 10   | 6  | 3  | 1  | 2  | 11 | 9  | +2  |
| Aktöbe    | 8    | 6  | 2  | 2  | 2  | 6  | 6  | 0   |
| Tobol     | 3    | 6  | 1  | 0  | 5  | 7  | 18 | -11 |

### Grupo D
| Equipo  | Pts. | PJ | PG | PE | PP | GF | GC | DG  |
| ------- | ---- | -- | -- | -- | -- | -- | -- | --- |
| Astaná  | 12   | 6  | 3  | 3  | 0  | 17 | 7  | +10 |
| Shajter | 10   | 6  | 3  | 1  | 2  | 13 | 14 | -1  |
| Turan   | 5    | 6  | 1  | 2  | 3  | 5  | 9  | -4  |
| Jetisu  | 4    | 6  | 0  | 4  | 2  | 4  | 9  | -5  |

## Fase final

### Cuadro de desarrollo
|  | Cuartos de final  | Cuartos de final  | Cuartos de final |                  |          | Semifinales   | Semifinales   | Semifinales   |  |          | Final           | Final           | Final           |  |
|  | 31 de agosto      | 31 de agosto      | 31 de agosto     |                  |          | 19 de octubre | 19 de octubre | 19 de octubre |  |          | 12 de noviembre | 12 de noviembre | 12 de noviembre |  |
|  |                   |                   |                  |                  |          |               |               |               |  |          |                 |                 |                 |  |
|  |                   |                   |                  |                  |          |               |               |               |  |          |                 |                 |                 |  |
|  | Kairat            | Kairat            | 1                |                  |          |               |               |               |  |          |                 |                 |                 |  |
|  | Kairat            | Kairat            | 1                |                  |          |               |               |               |  |          |                 |                 |                 |  |
|  | Akzhayik          | Akzhayik          | 2                |                  |          |               |               |               |  |          |                 |                 |                 |  |
|  | Akzhayik          | Akzhayik          | 2                |                  | Akzhayik | Akzhayik      | 5             |               |  |          |                 |                 |                 |  |
|  |                   |                   |                  |                  | Akzhayik | Akzhayik      | 5             |               |  |          |                 |                 |                 |  |
|  |                   |                   | Taraz            | Taraz            | 3        |               |               |               |  |          |                 |                 |                 |  |
|  | Taraz             | Taraz             | Taraz            | Taraz            | 3        | 1 (4)         |               |               |  |          |                 |                 |                 |  |
|  | Taraz             | Taraz             |                  |                  |          |               |               |               |  |          |                 |                 |                 |  |
|  | Shajter Karagandá | Shajter Karagandá | 1 (3)            |                  |          |               |               |               |  |          |                 |                 |                 |  |
|  | Shajter Karagandá | Shajter Karagandá | 1 (3)            |                  |          |               |               |               |  | Akzhayik | Akzhayik        | 4               |                 |  |
|  |                   |                   |                  |                  |          |               |               |               |  | Akzhayik | Akzhayik        | 4               |                 |  |
|  |                   |                   | Ordabasy (t. s.) | Ordabasy (t. s.) | 5        |               |               |               |  |          |                 |                 |                 |  |
|  | Astaná            | Astaná            | Ordabasy (t. s.) | Ordabasy (t. s.) | 5        | 1             |               |               |  |          |                 |                 |                 |  |
|  | Astaná            | Astaná            |                  |                  |          |               |               |               |  |          |                 |                 |                 |  |
|  | Maktaaral         | Maktaaral         | 0                |                  |          |               |               |               |  |          |                 |                 |                 |  |
|  | Maktaaral         | Maktaaral         | 0                |                  | Astaná   | Astaná        | 2             |               |  |          |                 |                 |                 |  |
|  |                   |                   |                  |                  | Astaná   | Astaná        | 2             |               |  |          |                 |                 |                 |  |
|  |                   |                   | Ordabasy         | Ordabasy         | 3        |               |               |               |  |          |                 |                 |                 |  |
|  | Kaisar Kyzylorda  | Kaisar Kyzylorda  | Ordabasy         | Ordabasy         | 3        | 1 (1)         |               |               |  |          |                 |                 |                 |  |
|  | Kaisar Kyzylorda  | Kaisar Kyzylorda  |                  |                  |          |               |               |               |  |          |                 |                 |                 |  |
|  | Ordabasy          | Ordabasy          | 1 (4)            |                  |          |               |               |               |  |          |                 |                 |                 |  |
|  | Ordabasy          | Ordabasy          | 1 (4)            |                  |          |               |               |               |  |          |                 |                 |                 |  |
|  |                   |                   |                  |                  |          |               |               |               |  |          |                 |                 |                 |  |

### Cuartos de final
| Cuartos de final; 31 de agosto de 2022 | Kairat Almaty     | 1 – 2   | Akzhayik                                 | Estadio Central, Alma Ata |  |
| 18:00 (UTC+5)                          | Sergey Keyrel 78' | Reporte | 87' Viktor Vasin · 90' Oralján Omirtayev |                           |  |

| Cuartos de final; 31 de agosto de 2022 | Taraz                  | 1 – 1 (4 – 3 p.) | Shajter Karagandá    | Estadio Central, Taraz |  |
| 18:00 (UTC+5)                          | Abylayján Zhumabek 68' | Reporte          | 65' Roman Murtazayev |                        |  |

| Cuartos de final; 31 de agosto de 2022 | Astaná          | 1 – 0   | FC Maktaaral | Astana Arena, Astaná |  |
| 20:00 (UTC+5)                          | Kilan Lebon 90' | Reporte |              |                      |  |

| Cuartos de final; 31 de agosto de 2022 | Kaisar Kyzylorda | 1 – 1 (1 – 4 p.) | Ordabasy               | Estadio Gani Muratbayev, Kyzylorda |  |
| 20:00 (UTC+5)                          | Amal Seitov 75'  | Reporte          | 56' Vsevolod Sadovskiy |                                    |  |

### Semifinales
| Semifinales; 19 de octubre de 2022 | Akzhayik                                                                         | 5 – 3   | Taraz                                        | Estadio Atoyan, Oral      |                           |
| 17:00 (UTC+5)                      | Tabatadze 20' · Avetisyan 38' · Rafael Sabino 45' · Gazdanov 78' · Omirtayev 82' | Reporte | Shakhmetov 75' · Zhumat 86' · Amirkhanov 88' | Árbitro(s): Rustam Omarov | Árbitro(s): Rustam Omarov |

| Semifinales; 19 de octubre de 2022 | Astaná                     | 2 – 3   | Ordabasy                                                  | Astana Arena, Astaná       |                            |
| 20:00 (UTC+5)                      | Prokopenko 32' (pen.), 39' | Reporte | Kanatkali 22' (a.g.) · Luiz Henrique 65' · Nyuiadzi 90+8' | Árbitro(s): Saken Baiymbet | Árbitro(s): Saken Baiymbet |

### Final
| 12 de noviembre | Akzhayik                                             | 4 – 5 (t. s.) | Ordabasy                                                                            | Astana Arena, Astaná                                   |                                                        |
| 15:00 (UTC+6)   | - Badoyan 7' - T. Tabatadze 11', 68' - Kovalenko 74' | Reporte       | - S. Shamshi 26' - Sadovsky 51' - Fedin 76' - L. Guedes 90+7' - Astanov 119' (pen.) | Asistencia: 3620 espectadores Árbitro(s): Artem Kuchin | Asistencia: 3620 espectadores Árbitro(s): Artem Kuchin |

|                             |
| Bandera de Kazajistán       |
| Campeón Ordabasy 2.º título |